# Noturus gyrinus
Noturus gyrinus är en fiskart som först beskrevs av Samuel Latham Mitchill, 1817.  Noturus gyrinus ingår i släktet Noturus och familjen Ictaluridae. Inga underarter finns listade i Catalogue of Life.